# Lekarstwo na miłość

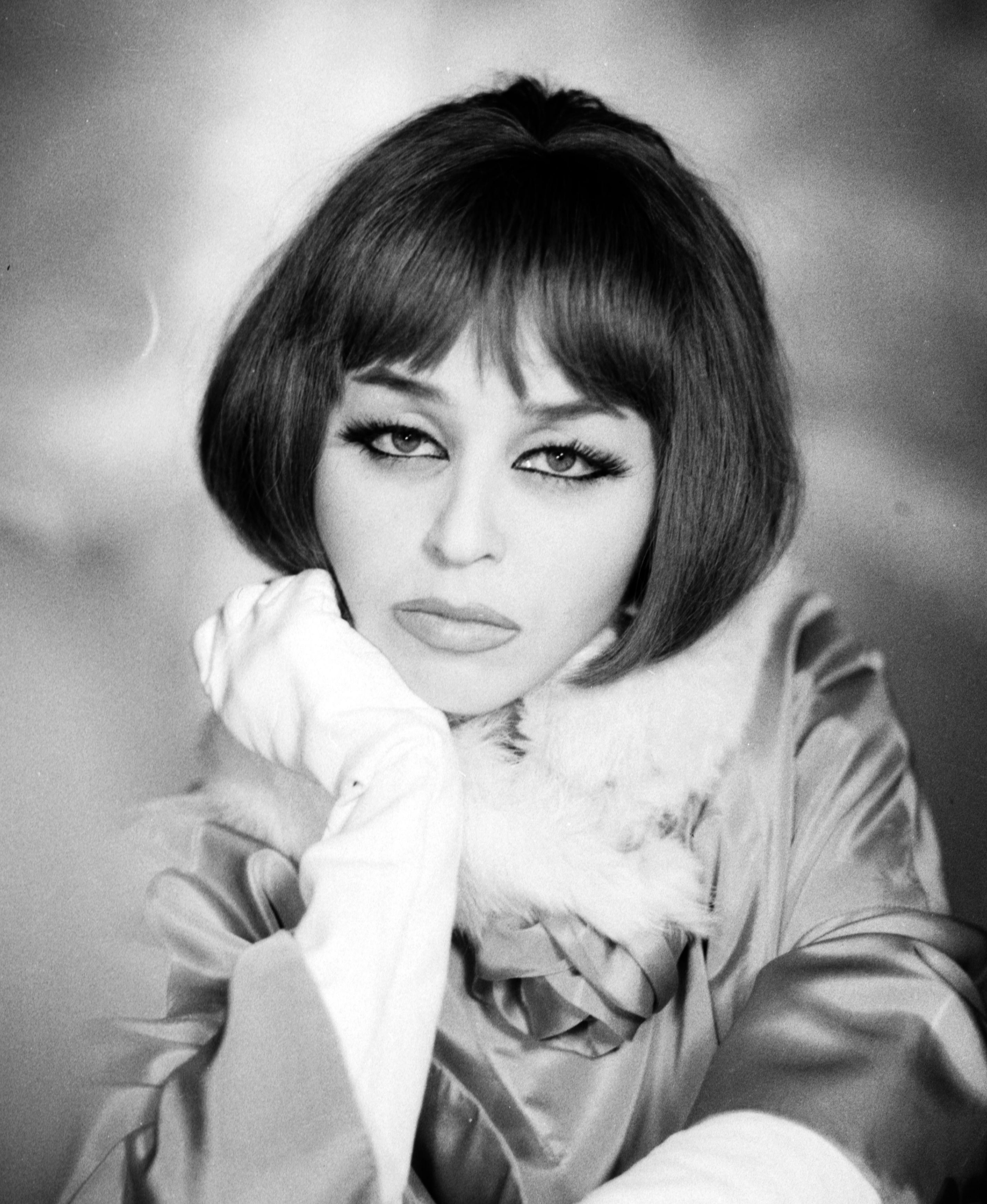
Kalina Jędrusik, odtwórczyni roli Joanny

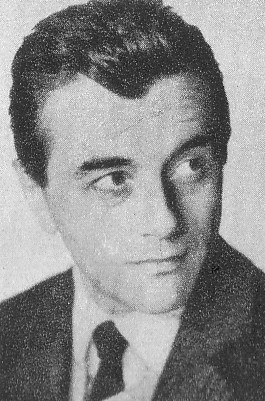
Andrzej Łapicki, odtwórca roli Andrzeja, kapitana milicji

Lekarstwo na miłość – polska czarno-biała komedia kryminalna z 1966 w reżyserii Jana Batorego, wyprodukowana przez Zespół Realizatorów Filmowych „Syrena”, na podstawie powieści Klin (1964) Joanny Chmielewskiej i z Kaliną Jędrusik w głównej roli.

## Fabuła
Warszawianka Joanna spędza całe godziny przy telefonie, czekając na spotkanie z ukochanym Januszem, którego podejrzewa o niestałość. Telefon ciągle dzwoni, ale połączenia to pomyłki. Z czasem okazuje się, że numer telefonu Joanny przypadkowo jest zbliżony do numeru skrzynki kontaktowej fałszerzy pieniędzy. Milicja Obywatelska (MO) zaczyna ją podejrzewać, a na zwiady incognito udaje się kapitan MO. Bohaterka w końcu z nudów i zdenerwowania odpowiada na szyfr, myląc godziny, w wyniku czego plan obrabowania banku przez szajkę kończy się katastrofą. Spóźnieni gangsterzy z zemsty napadają na mieszkanie Joanny i porywają ją, lecz wybucha między nimi sprzeczka w sprawie pozbycia się kobiety. Dochodzi między nimi do bójki, w wyniku której jeden po drugim tracą przytomność. Ostatni z nich zostaje uderzony przez Joannę kluczem francuskim. Jej ukochany, Janusz, okazuje się szefem szajki rozpracowywanym przez kapitana MO i zostaje aresztowany.

## Obsada
- Kalina Jędrusik – Joanna
- Andrzej Łapicki – Andrzej, kapitan milicji
- Krystyna Sienkiewicz – Janka, koleżanka Joanny
- Mieczysław Czechowicz – Chudy, członek szajki
- Jacek Fedorowicz – członek szajki
- Wieńczysław Gliński – Janusz, szef szajki
- Roman Sykała – Kasjer, członek szajki
- Ryszard Pietruski – Osiemnastka, członek szajki
- Czesław Piaskowski – malarz remontujący mieszkanie Joanny
- Ryszard Ronczewski – drukarz, członek szajki
- Henryk Staszewski – kierowca, członek szajki
- Ewa Krzyżewska – Honorata z centrali
- Wacław Kowalski – milicjant biegnący za Osiemnastką
- Zbigniew Józefowicz – porucznik milicji
- Bolesław Płotnicki – szef Joanny w pracowni architektonicznej
- Krystyna Feldman – pracownica Związku Kynologicznego
- Zofia Czerwińska – kelnerka w kawiarni CDT
- Zdzisław Leśniak – Andrzej z wyobrażeń Joanny
- Ewa Radzikowska – Halina, koleżanka Joanny
- Jadwiga Andrzejewska – starsza pani z pieskiem na rękach w Związku Kynologicznym
- Zbigniew Jabłoński – mężczyzna obudzony przez Jankę
- Ryszard Pracz – strażnik w banku

## Produkcja
Za produkcję Lekarstwa na miłość odpowiadał Zespół Filmowy „Syrena”. Scenariusz do filmu napisali Joanna Chmielewska i Jan Batory, natomiast muzykę do niego skomponował Andrzej Trzaskowski. Zdjęcia do filmu nakręcił Antoni Wójtowicz.
Film realizowano w Warszawie (ul. Kamienne Schodki, ul. Koszykowa, kawiarnia na tarasie Centralnego Domu Towarowego przy ul. Kruczej, ul. Stanisława Moniuszki, ul. Nowy Świat, Ogród Saski, osiedle „Plac Teatralny”, wnętrza banku przy ul. Henryka Sienkiewicza, pl. Trzech Krzyży).
W filmie wykorzystano piosenkę „Witamina M”; autorami tekstu byli Zbigniew Zapert i Zenon Wawrzyniak, muzykę skomponował Jerzy Matuszkiewicz, a zaśpiewał Bogdan Czyżewski.

## Odbiór i znaczenie
Lekarstwo na miłość zostało pozytywnie przyjęte przez krytyków filmowych. Janusz Gazda z „Ekranu” ocenił film jako „sympatyczną i bezpretensjonalną komedię”, której atutem są „Kalina Jędrusik, która z dużym wdziękiem poszukuje lekarstwa na miłość i Krystyna Sienkiewicz, łącząca osobisty wdzięk z nieprzeciętnym talentem komediowym”. Konrad Eberhardt z „Filmu” zauważył, że film Jana Batorego „jest jedną z nielicznych polskich komedii filmowych, którym udało się nawiązać kontakt z rzeczywistością”. Eberhardt zaznaczał jednak, że Lekarstwo na miłość jest „filmem absolutnie pozbawionym stylu”, mimo że pozbawione zostało przywar typowych dla polskiej komedii lat 60. XX wieku. Magda Król z portalu Oldcamera.pl pisała, że Lekarstwo na miłość było „jednym z największych sukcesów Zespołu Filmowego »Syrena«, Jana Batorego […], Joanny Chmielewskiej oraz Kaliny Jędrusik”. Szczególnie Jędrusik „stworzyła niezapomnianą kreację – jedną z tych, które ugruntowały pozycję Kaliny jako pierwszej seksbomby PRL-u”.
Do historii polskiego kina przeszła słynna scena, w której Kalina Jędrusik rozmawia nago w wannie przez telefon. Do sceny z Lekarstwa na miłość odwoływał się Wiesław Michnikowski z Kabaretu Starszych Panów, śpiewając: „Już kąpiesz się nie dla mnie w pieszczocie pian”. W 2014 roku Olga Woźniak odsłoniła w Warszawie mural przedstawiający ekranową parę: Jędrusik i Łapickiego.